# Pippelsdorf
Pippelsdorf ist ein Ortsteil von Probstzella im Landkreis Saalfeld-Rudolstadt in Thüringen.

## Geografie
Der Weiler mit 72 Einwohnern liegt im Tal des Gölitzbaches. Seine Gemarkung besitzt 260,13 Hektar. Das Walddorf liegt am äußersten Westende der Fläche von der Gemeinde Probstzella. Die Kreisstraße 178 verbindet den Ort verkehrsmäßig über Marktgölitz und Königsthal.

## Geschichte
Die urkundliche Ersterwähnung des Ortes erfolgte am 29. Juni 1414, die Gemeinde geht jedoch von 1394 aus. Pippelsdorf nannte man erst Luppoldsdorf. 1414 gehörte der Ort zu Gräfenthal. 1438 wurde das Dorf an Conrad von Pappenheim verschenkt. Veit von Lengefeld auf Laasen und Reschwitz erhielt 1620 von den Erbmarschällen von Pappenheim in Gräfenthal für 33-jährige treue Dienste als Oberamtmann einen Freihof in Pippelsdorf zum erblichen Eigentum. 1735 verkauften die von Lengefeld Pippelsdorf an Joh. Friedrich von Schönfeld aus Rudolstadt und die ab 1765 an einen neuen Besitzer mit den 17 Einwohnern. 1852 waren es 57 und 1925 107 Bewohner des Ortes. Nach 1945 stieg die Einwohnerzahl auf 124, weil Umsiedler in den Ort kamen. Ab 1958 bildete Pippelsdorf mit Königsthal eine Gemeinde, die 1994 nach Marktgölitz eingemeindet wurde. Seit 2004 gehört der Ort zu Probstzella.
In den letzten Jahrhunderten gab es neben Landwirtschaft den Bergbau auf Eisen und damit verbundene Hütten- und Hammerwerke. Auch der Wald wurde Erwerbszweig.

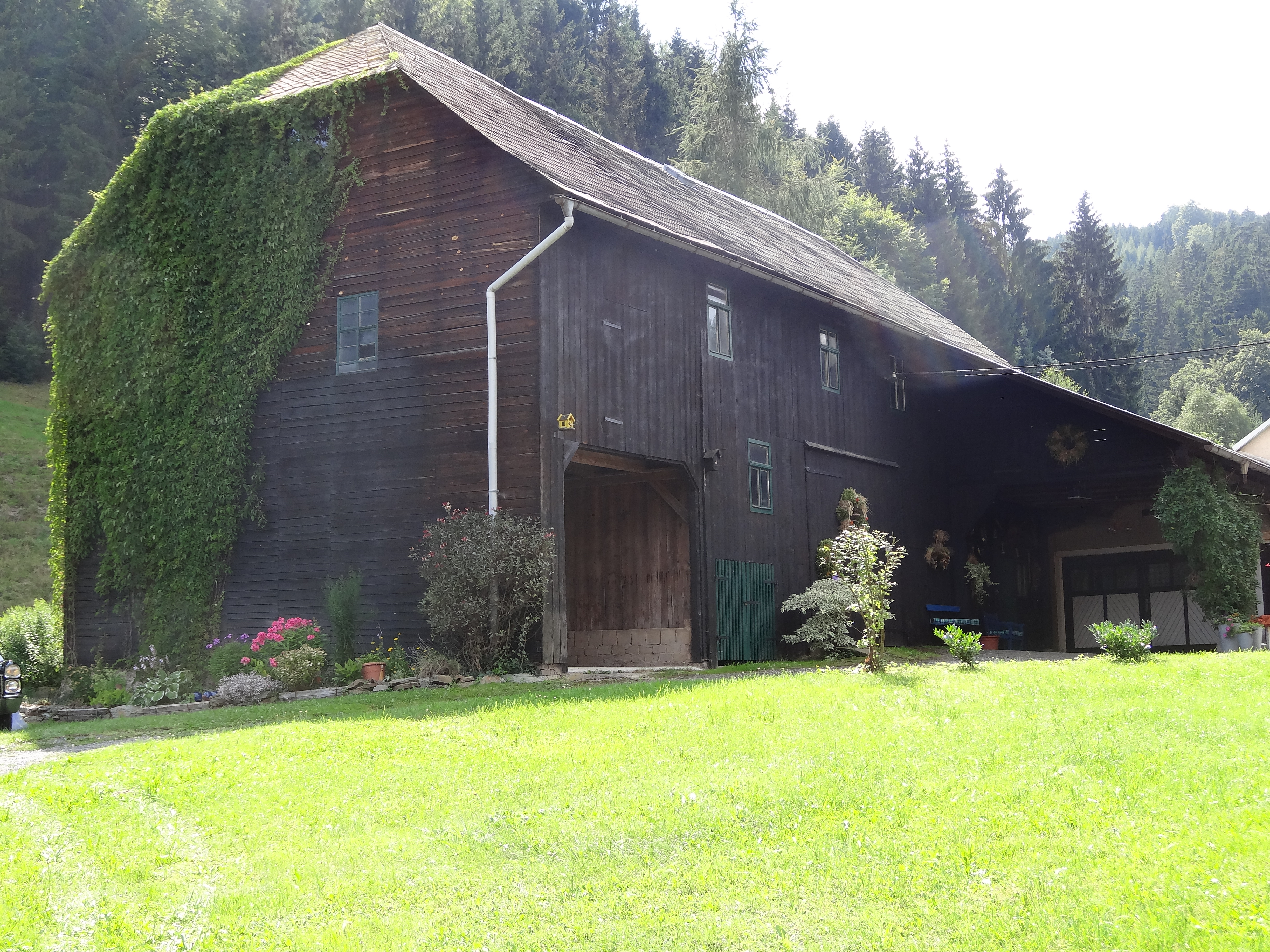
Kleine Scheune
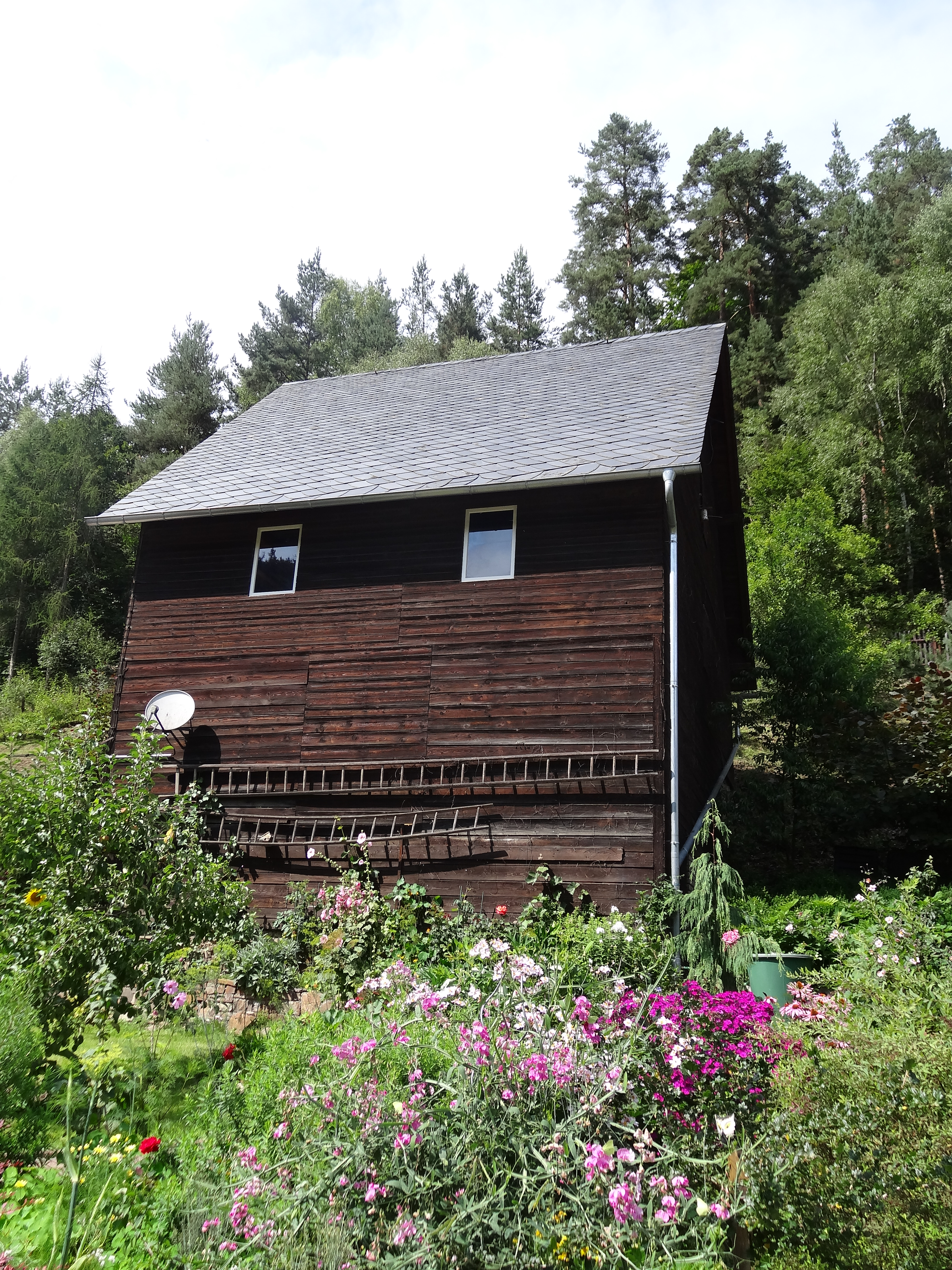
Große Scheune
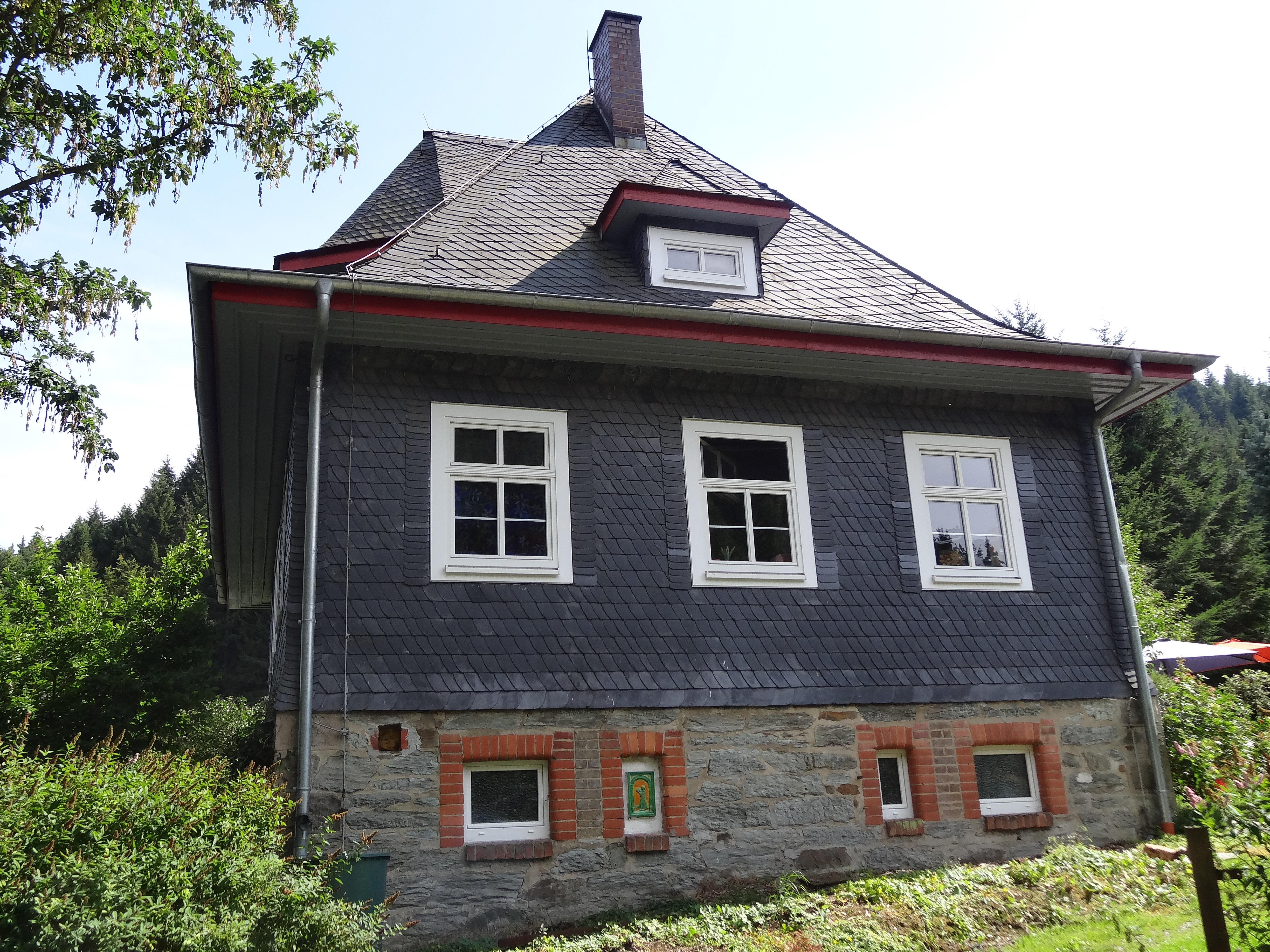
Schieferhaus
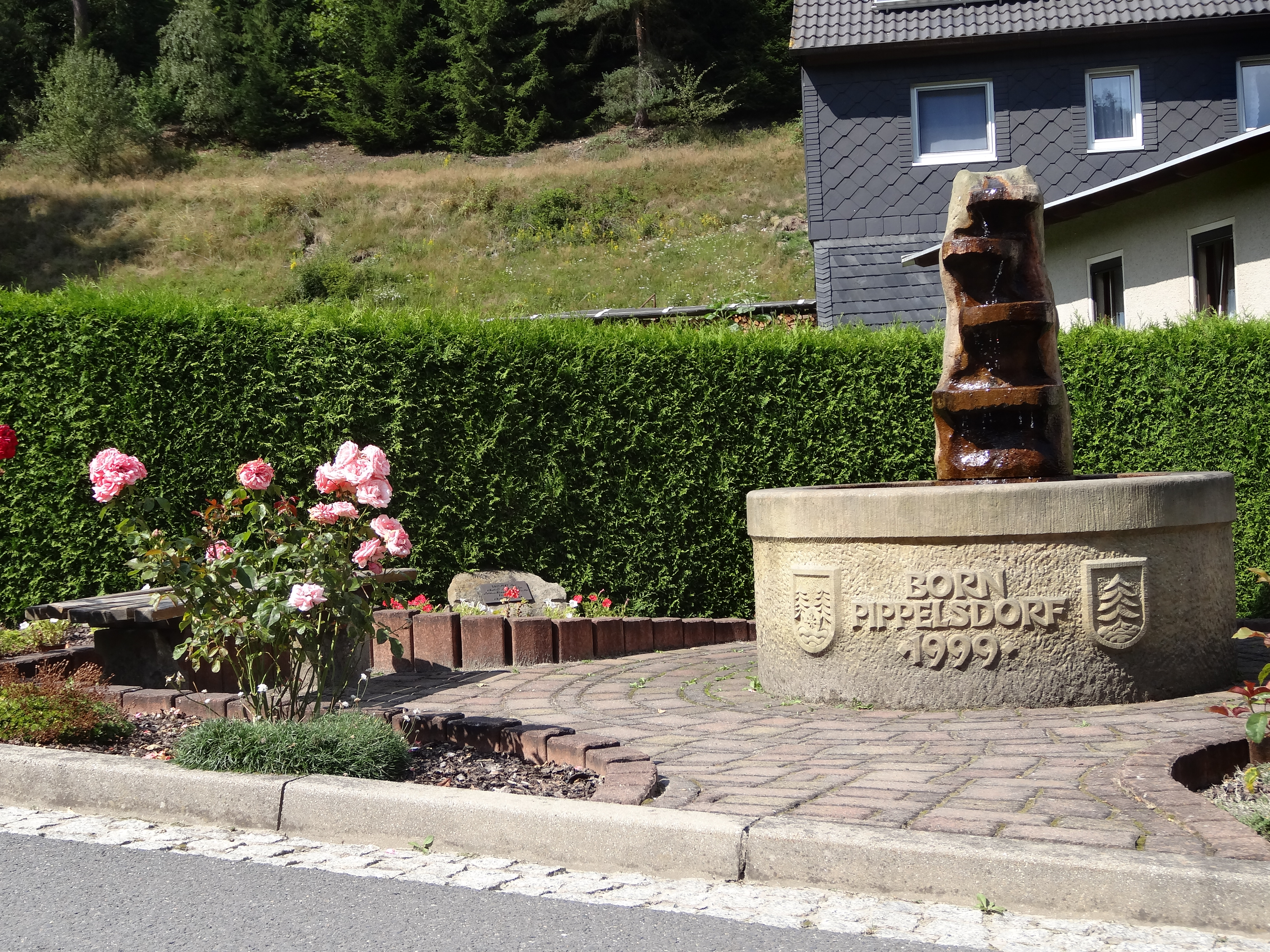
Dorfbrunnen
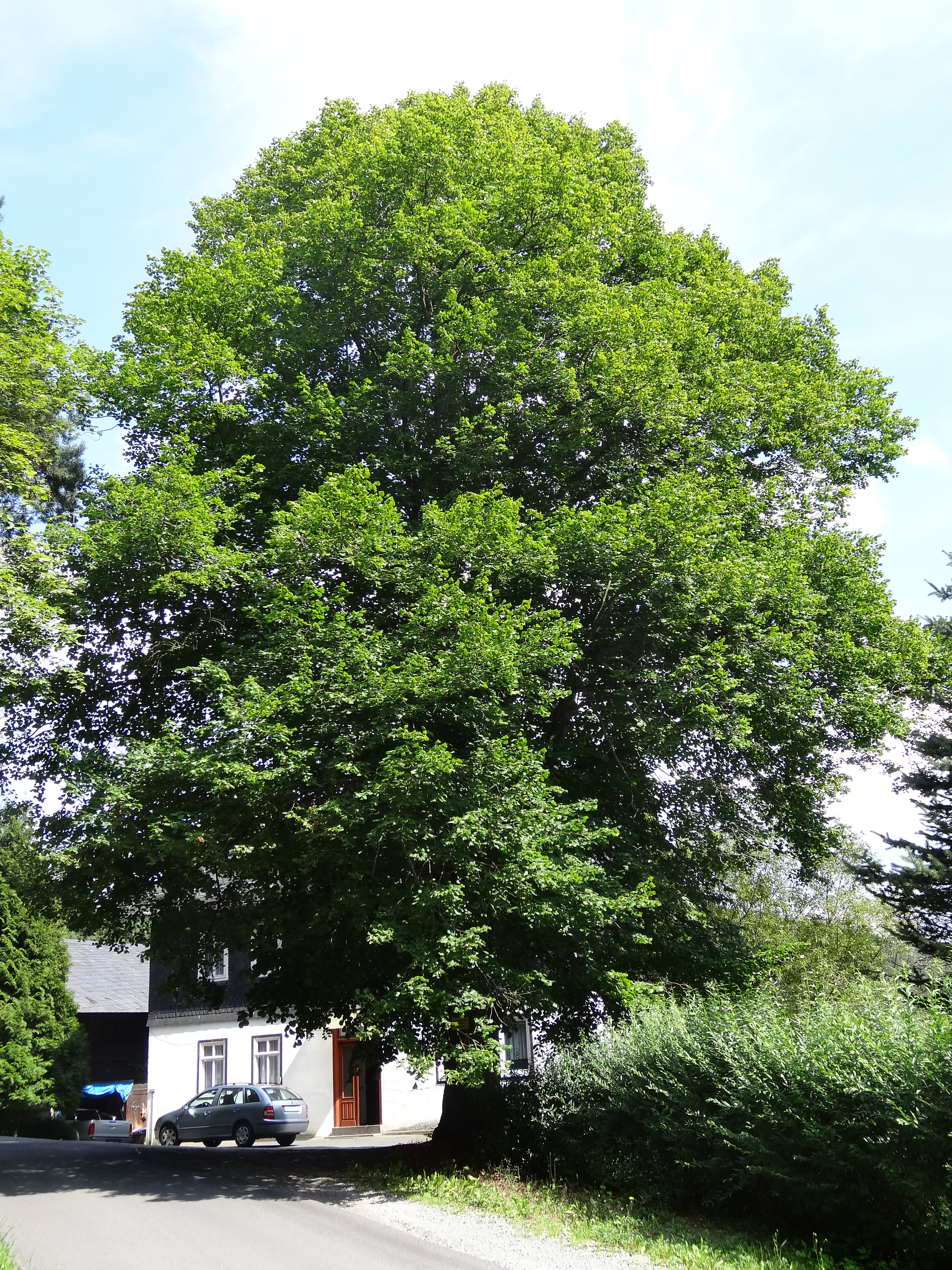
Linde